# Icositétraèdre trapézoïdal
L'icositétraèdre trapézoïdal ou deltoïdal est un solide de Catalan ressemblant un peu à un cube gonflé de l'intérieur. C'est  le polyèdre dual du petit rhombicuboctaèdre. Il est topologiquement équivalent à l'intersection de 4 cylindres de même diamètre, chacun des axes passant par deux sommets opposés d'un cube.
Les 24 faces sont des cerfs-volants et non des trapèzes ;  l'hexacontaèdre trapézoïdal et les trapèzoèdres sont également mal nommés de manière similaire.
L'icositétraèdre trapézoïdal est une structure cristalline souvent formée par les minéraux analcime et leucite et occasionnellement par le grenat. Cette forme est souvent appelée trapèzoèdre en minéralogie, alors qu'en géométrie du solide ce nom fait référence à une autre classe de polyèdres.
Le trapézoèdre brillant du mythe de fiction dû à l'écrivain Lovecraft a été probablement prévu pour se référer à un cristal de cette forme.